# Septèmes-les-Vallons
Septèmes-les-Vallons är en kommun i departementet Bouches-du-Rhône i regionen Provence-Alpes-Côte d'Azur i sydöstra Frankrike. Kommunen ligger  i kantonen Les Pennes-Mirabeau som ligger i arrondissementet Aix-en-Provence. År 2022 hade Septèmes-les-Vallons 12 018 invånare.

## Befolkningsutveckling
Antalet invånare i kommunen Septèmes-les-Vallons
Referens:INSEE